# 原田正夫

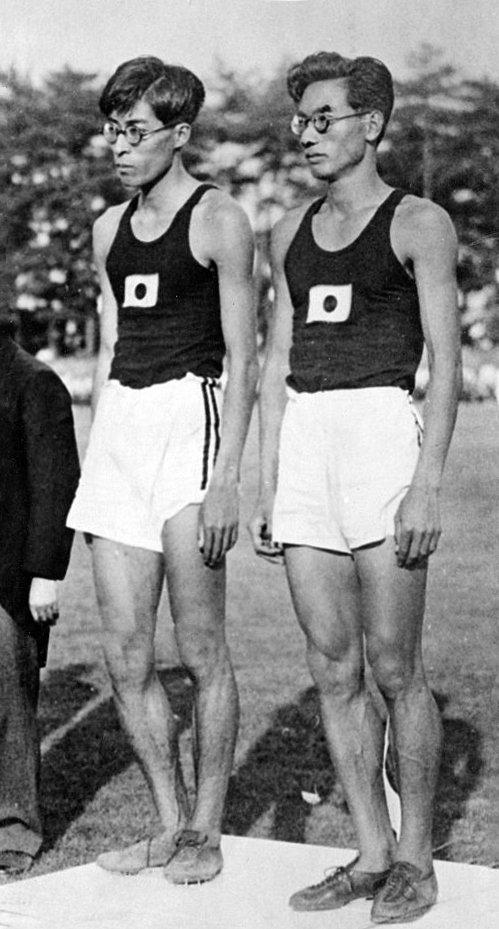
原田正夫（左）。1934年。甲子園で開かれた日米対抗陸上競技会にて。2位の原田は15m75を跳び、1位の大島鎌吉（右）とともに世界記録を更新した

原田 正夫（はらだ まさお、後年の姓名は藤江、1912年（大正元年）9月22日 - 2000年（平成12年）1月22日）は、日本の陸上競技選手。1936年ベルリンオリンピック銀メダリスト。

## 経歴・人物
1912年9月22日、京都府亀岡市曽我部町西条出身。京都一中、三高、京都帝国大学法学部卒業。のち藤江家に養子に入ったため藤江姓を名乗った。
1936年、ベルリンオリンピック男子三段跳に出場。15m66をマークし銀メダルを獲得した。金メダリストは同じ京都帝大出身の田島直人だった。田島は、オリンピック2年前に両者が出席して京都大学陸上競技部誌に掲載された「三段跳座談会」では「（ベルリンオリンピックに代表として）大島さんと原田さんが行くことになるだろう」と発言していた。原田は後年、田島と顔を合わせた際に「まさかベルリンの三段であんたに負けるなんて夢にも思わなかったなあ」と話したという証言がある。
走幅跳では日本選手権で4度優勝している。大学卒業後、日立製作所に就職した。近眼でメガネは手放せなかった。2000年1月22日、呼吸不全により逝去。87歳没。